# Franco Simone
Franco Simone, all'anagrafe Francesco Luigi Simone (Acquarica del Capo, 21 luglio 1949), è un cantautore e autore televisivo italiano.

## Biografia
Nato ad Acquarica del Capo nel Salento, sesto di nove figli, dopo gli studi al liceo classico "Dante" di Casarano, si iscrisse alla facoltà di Ingegneria alla Sapienza di Roma. Esordì ufficialmente nel 1972, quando vinse il Festival di Castrocaro con la canzone Con gli occhi chiusi (e i pugni stretti). Partecipò nel 1973 al varietà Canzonissima, condotto in quell'edizione da Pippo Baudo e l'anno seguente, con la canzone Fiume grande, al Festival di Sanremo, senza raggiungere la finale, ma ottenendo successo nelle vendite, anche nelle sue versioni in spagnolo (Rio Grande) ed in francese (Je ne comprends plus rien).

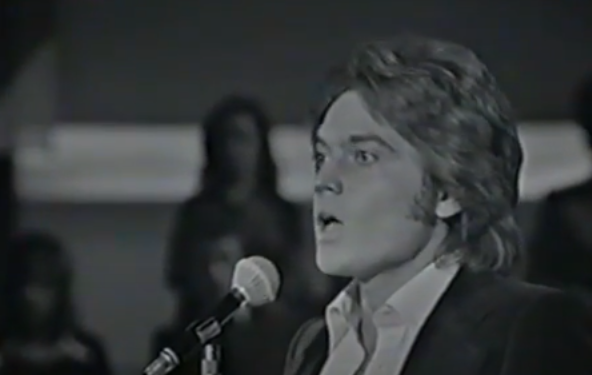
Franco Simone concorrente a Canzonissima 1973

Nel 1976 uscì l'album Il poeta con la chitarra, dal quale venne estratto il singolo Tu... e così sia, che, scalata la classifica italiana, confermò il successo del cantautore anche nei paesi di lingua spagnola. Da quell'album venne tratto un secondo singolo Tentazione, che lo portò tra i vincitori dell'edizione invernale del Festivalbar ed un terzo singolo con una pregevole cover di Il cielo in una stanza di Gino Paoli. Nel 1977 ottenne a Monticelli Terme il premio "Paroliere" dalla critica per i suoi testi poetici che gli hanno valso l'appellativo di "poeta con la chitarra". Nello stesso anno, TV Sorrisi e Canzoni gli conferì il Telegatto come "Rivelazione dell'anno" e per due anni consecutivi, nel 1977 e 1978, vinse la Gondola d'oro a Venezia per i brani Tu... e così sia e Il cielo in una stanza.
Nel 1977 pubblicò l'album Respiro, con la canzone Respiro, ritenuta un classico della canzone autoriale italiana ma che includeva anche il brano Cara droga, una lettera come atto di accusa ai danni morali e materiali della droga, Dubbi e Il vecchio del carrozzone. Nel 1978 con l'album Paesaggio, confermò il suo successo in Italia e restò per circa tre anni consecutivi nelle classifiche dell'America Latina. In particolare la versione spagnola della canzone Paesaggio (Paisaje) raggiunse il 1º posto nella hit parade argentina nel 1978, per tornarci nel 1995 nella versione cumbia cantata da Gilda e nel 2011 da Vicentico. Paisaje è entrata a far parte del patrimonio musicale latino-americano con decine di cover incise da cantanti e gruppi. L'album includeva anche La casa in via del Campo, versione italiana, tradotta da Roberto Arnaldi del fado portoghese Vou dar de beber a dor, reso celebre da Amália Rodrigues, e canzoni come Origini, Gocce e La Ferrovia, una canzone autobiografica sulla sua giovinezza da studente.
Nel 1979 pubblicò l'album Franco Simone, con canzoni, come Sono nato cantando ed A quest'ora. Del 1980 è l'album Racconto a due colori, che include successi, come Tu per me e la cover di Il mondo. Nel 1981 una antologia di brani, tratti dagli album Franco Simone (1980) e Racconto a due colori (1980), intitolata Recital fu tradotta ed incisa in neo-greco col titolo di Les na nai agapè. Nel 1982 pubblicò l'album Gente che conosco, che contiene canzoni, come Francesca e Sogno della galleria, con la quale partecipò al Festivalbar. Nel 1984, a testimonianza della sua esperienza di viaggio in camper, pubblicò l'album Camper che, oltre ad Orizzonte, Se dipingessi mia madre e Via da Amsterdam, contiene la canzone Ritratto, con la quale partecipò per la seconda ed ultima volta al Festival di Sanremo nel 1985.
Del 1986 è l'album Il pazzo, lo zingaro ed altri amici, che include Gli uomini, già presentato a Un disco per l'estate 1985 di Saint-Vincent. Diradò in seguito le sue apparizioni televisive, pur continuando a produrre nuovi dischi e ad esibirsi in Italia e all'estero. Le sue canzoni incise in spagnolo, erano regolarmente in classifica in America Latina e lo portarono di riflesso anche nelle classifiche statunitensi. Nel 1989 pubblicò l'album Totò, sul mercato italiano e l'album El comico, con il brano Magica, versione in lingua spagnola di Malafemmena di Totò. L'album include, tra gli altri, il brano ecologista Amazzonia. Nel 1990 in un solo pomeriggio registrò, in studio e in diretta, l'album VocEpiano (dizionario dei sentimenti) composto da alcuni classici suoi e di altri cantautori: Il nostro concerto di Umberto Bindi, Meraviglioso di Domenico Modugno, Ne me quitte pas di Jacques Brel, Alfonsina y el mar di Ariel Ramírez. Nell'album appare anche una interpretazione della canzone popolare napoletana Fenesta vascia.
Nel 1992 scrisse alcuni brani per il musical teatrale di Maria Carta A piedi verso Dio. Nel 1993, l'antologia di successi in spagnolo La ley del alma (y de la piel) raggiunse il 13º posto della classifica Billboard negli Stati Uniti d'America, 1º dei dischi non di lingua inglese. Nel 1995 la sua canzone Paisaje (Paesaggio del 1978) interpretata, in versione cumbia, dalla cantante argentina Gilda, resta per lungo tempo al 1º posto della hit parade argentina. Nel 1997 è stato voce solista nell'opera di musica classica Missa militum di Antonio Pappalardo, messa in scena con oltre 200 musicisti. A partire dal 1999 ha riproposto ogni anno Canto d'amore, un concerto di arie sacre dal 1500 ad oggi, frutto di un lungo lavoro di ricerca, composizione ed elaborazione orchestrale.
Nel 2003, in occasione del festival di Viña del Mar, in Cile, gli è stato assegnato un premio alla carriera da 130 giornalisti di tutto il mondo. Nello stesso anno ha ottenuto il Leone d'oro alla carriera durante il festival di musica leggera "Trofeo Gondola d'oro 2003" e la laurea honoris causa in "Economia e tecnica della comunicazione" a cura della ISFOA. Ha anche ottenuto i premi "Ambasciatore nel mondo del Salento", "Alba di Venere" e "premio Emozioni". Sempre nel 2003 pubblica l'album DVD Dizionario (rosso) dei sentimenti, che (come in VocEpiano del 1990) contiene suoi successi e classici della canzone nazionale ed internazionale: Il mio mondo di Umberto Bindi, Tu no di Piero Ciampi, Canzone delle domande consuete di Francesco Guccini, La voce del silenzio, nell'interpretazione di Tony Del Monaco, Questo calice (traduzione dal brasiliano di Cálice di Gilberto Gil e Chico Buarque), Solo se mi vuoi (traduzione di Hello di Lionel Richie). Nel 2004 ha ricevuto ad Atene il "premio Corfian Academy Awards". Nel 2005 ha preso parte al reality show televisivo Music Farm, dove, tra l'altro, ha duettato con Mietta, e nel 2006 è stato voce solista ne Il vento di Mykonos, opera-concerto trasmessa su Rai 1, insieme a Fausta Vetere, Rita Cammarano, Emanuela Loffredo, Nicola Ulivieri. Ha scritto la colonna sonora di Due, cortometraggio di John Sparano sui conflitti religiosi. Si è esibito in Italia e all'estero con varie formazioni (band, solo pianoforte, orchestra sinfonica, con il soprano Rita Cammarano e con altri artisti di musica classica). In Sudamerica e Europa, in 48 anni di carriera ha ottenuto 12 Dischi d'oro e nel 2008, in Cile, ha ricevuto il doppio Dsco di platino per il successo del CD Grandes exitos en castellano. Dal 2008 al 2011 è stato docente di canto presso la "Star Rose Academy" di Roma.
In Salento ha promosso due manifestazioni canore: nel 2004 Ricordando don Tito, sacerdote salentino, missionario in Ruanda, e nel 2009 Artisti tra due mari, in omaggio a Tito Schipa, Domenico Modugno e Nicola Arigliano, collaborando con l'orchestra "Ensemble Tito Schipa" ed altri artisti. Nel 2009 ha collaborato per due progetti discografici a scopi umanitari, l'album Terradimani a Reggio Calabria (con la canzone Mani d'amore) e l'album Guarda le mie mani, promosso da Claudia Koll con altri colleghi artisti (con la canzone Due come noi). Dal 2009 è stato ideatore e conduttore di un suo programma televisivo dal titolo Dizionario dei sentimenti, presso gli studi televisivi di Gold TV a Roma. Ha dedicato monografie e recensioni agli ospiti del suo programma e a numerosi artisti affermati ed esordienti del Salento. Nel dicembre del 2010 ha pubblicato un cofanetto (CD + DVD) con il CD Nato tra due mari, che contiene suoi brani inediti (Mani d'amore, Carezze, Se una notte, Il tuo sorriso, La musica del mare), interpretazioni di classici della musica popolare (Tango del mare, In cerca di te), brani con suoi testi in lingua spagnola (versioni di Un amore così grande di Guido Maria Ferilli e Io amo di Fausto Leali), esecuzioni di musica sacra (Magnificat). Il DVD Le parole del mare, contiene i suoi maggiori successi in versione unplugged e due lunghe interviste.
Nel 2011 la sua canzone Paisaje (Paesaggio), del 1978, interpretata dal cantante rock argentino Vicentico resta al 1º posto in classifica nella hit parade argentina per quasi tutto l'anno conquistando il premio Gardel 2012 come "Canzone dell'anno 2011". Nello stesso anno ha composto, insieme al maestro Marco Werba, la canzone Accanto, inserita nel film Native di John Real. Su invito di Daniel Cantillana, cantante degli Inti Illimani, ha inciso in duetto con lui il brano in spagnolo Bumerán. Sempre nel 2011 ha compilato la track-list della sua compilation C'era il sole ed anche il vento..., celebrazione dei suoi 40 anni di carriera internazionale. Nel 2012 è stato presente con altri suoi colleghi nel progetto libro-cd Tante facce nella memoria di Gino Castaldo, con la sua canzone La musica del mare e come autore della postfazione, dedicata ai grandi artisti italiani della musica contemporanea. Ha redatto articoli culturali sulle riviste Monello, Corriere pontino e Pop on, e dal 2009 ha curato la rubrica Pensiero d'autore, sulle riviste musicali Emozioni e Raro! di Fernando Fratarcangeli.
Tra il 2013 e il 2014 ha composto e presentato brano per brano l'opera rock sinfonica Stabat Mater, partendo dal testo latino di Jacopone da Todi, del XIII secolo, eseguita insieme al rocker Michele Cortese ed al tenore italo-inglese Gianluca Paganelli, arrangiamenti di Alex Zuccaro. (Fonte Nota 17: Magazine “Style” 9/2014 - Corriere della sera). Nel 2015 ha scritto musica e testi del brano Per fortuna, con il quale Michele Cortese ha vinto la 56ª edizione del Festival di Viña del Mar, in Cile (miglior canzone e migliore interpretazione internazionali). Nello stesso anno ha partecipato come coach a The Voice, nell'edizione cilena trasmesso da Canal 13. Il 21 marzo 2016 ha pubblicato l'album Carissimo Luigi - Franco Simone Canta Luigi Tenco, con vari brani di Luigi Tenco reinterpretati. Nello stesso anno esce nelle sale cinematografiche sudamericane il film biografico Gilda, no me arrepiento de este amor, diretto da Lorena Muñoz, con nella colonna sonora Paisaje di Franco Simone, cantata da Natalia Oreiro, l'attrice protagonista che interpreta la cantante argentina Gilda.
Nel 2017 collabora e produce l’album del soprano Rita Cammarano Angeli in prestito, in cui sono inclusi i suoi brani Respiro, Se una notte, Madrugada, Oggi e sempre (in duetto), Virgo Virginum e Pro Peccatis dallo Stabat Mater di Franco Simone, con altri duetti quali Barcarolle e l’unica versione in spagnolo di La vita è bella di Nicola Piovani (“La vida es bella”). Il 25 maggio 2018 pubblica l’album Per fortuna, brano vittorioso al Festival di Viña del Mar 2015 in Cile, che dà il titolo alla compilation di canzoni in lingua italiana, spagnola e salentina. Tra le canzoni Gracias a la vida, in duetto con Michele Cortese in omaggio a Mercedes Sosa, la sua Origini, del 1978, in duetto con Giada Indino, ecc. Nel 2018 scrive e canta, in duetto con Rita Pavone, la canzone Ballando sul prato e nel 2020 scrive e canta, in duetto con Paolo Belli, la canzone Come gira il mondo.
Nel 2020 inizia la collaborazione con Andrea Morricone col quale scrive 2 canzoni (Azzurri gli Oceani e Cambia la città), inserite nell'album Franco è il nome (primo di una trilogia), uscito nel 2021, che contiene oltre ai suoi successi (Respiro, Cara Droga, A quest'ora, Tentazione, Gocce, Tu per me) rivisitati e riarrangiati da Alex Zuccaro, le cover di Caruso di Lucio Dalla e la traduzione di Hello (Solo se mi vuoi) di Lionel Richie, insieme ai duetti con Rita Pavone e Paolo Belli, ed altre nuove canzoni, tra cui quelle cantate in duetto con Cinzia Marzo (degli Officina Zoè) e con Zeta (Benedetta Zuccaro).
Nel 2022, festeggia i suoi 50 anni di carriera con la nomina a Cavaliere da parte del presidente del Consiglio dei ministri Mario Draghi, una trionfale tournée in Cile, oltre all'uscita di un nuovo album Simone è il cognome (secondo della trilogia), che contiene, oltre ai suoi successi (Paesaggio, La casa in via del Campo, Ritratto, Capitano, L'infinito tra le dita, Sogno della Galleria, Sono nato cantando, Notte di San Lorenzo e Totò) riarrangiati da Alex Zuccaro, le cover Povera Patria di Franco Battiato e L'ultima occasione di Mina, ed altre nuove canzoni, come Figlia, Acqua e Luce, e duetti con Paola Arnesano e Antonio Amato.

## Discografia

### Album
- 1973 – Se di mezzo c'è l'amore (Ri-Fi, RDZ-ST S 14226)
- 1973 – Dolce notte santa notte (con Iva Zanicchi, Fred Bongusto e Corrado Castellari) (Ri-Fi, RDZ-ST S 14232)
- 1974 – La notte mi vuole bene (Ri-Fi, RDZ-ST S 14240)
- 1976 – Il poeta con la chitarra (Ri-Fi, RDZ-ST S 14274)
- 1977 – Respiro (Ri-Fi, RDZ-ST S 14287)
- 1978 – Paesaggio (Ri-Fi, RDZ-ST S 14300)
- 1979 - Franco Simone (Franco Simone & C. / WEA Italiana, FS 9001)
- 1980 – Racconto a due colori (Franco Simone & C. / WEA Italiana, FS 9002) (vinile giallo)
- 1981 – Recital (Franco Simone)
- 1982 – Gente che conosco (Franco Simone & C. / WEA Italiana, FS 9004)
- 1984 – Camper (SGM, 91001)
- 1985 – Ritratto (SGM, 91002)
- 1986 – Il pazzo, lo zingaro ed altri amici (Targa, TAL 1413)
- 1989 – Totò (Skizzo/Fonit Cetra, LPX 233)
- 1990 – Vocepiano - dizionario dei sentimenti (Skizzo - Discomagic, LP 486)
- 1995 – Venti d'amore (11 brani riarrangiati e un inedito) (Nibbio/Skizzo - Fonit Cetra, CDL 391)
- 1996 – Una storia lunga una canzone (Nibbio/Skizzo - Fonit Cetra, CDL 410)
- 1996 – Neolatino (Fonit Cetra, TACD 5004)
- 1997 – Se dipingessi mia madre (D.V. More Record, CDSC 0209)
- 1998 – Notturno fiorentino (Nibbio/Skizzo - RTI, CNT 21132)
- 2001 – Eliopolis - La città del sole (Segnali Caotici, 253750053-2) (con la orchestra balcanica di Nikos Papakostas)
- 2001 – Ritratto (Itwhy, FCD 2124)
- 2003 – Dizionario (rosso) dei sentimenti - VocEpiano (Azzurra, DA1012) (+ DVD)
- 2006 – Sogno della galleria (Azzurra, TBP1558)
- 2010 – Nato tra due mari (cd La musica del mare e dvd Le parole del mare - Skizzo distribuzione Self, ICEBOX 10/05)
- 2011 – C'era il sole ed anche il vento... (compilation) - Skizzo distribuzione Self, ICEBOX 10/06
- 2011 – La musica del mare (ristampa del cd La musica del mare del cofanetto Nato tra due mari del 2010 con bonus track del brano Accanto, vincitore del Globo d'oro 2011 come migliore canzone da film (Skizzo distribuzione Self, ICEBOX 10/07)
- 2014 – Stabat Mater, opera rock-sinfonica (testo latino di Jacopone da Todi) con Michele Cortese e Gianluca Paganelli, special guest Rita Cammarano.
- 2016 – Carissimo Luigi - Franco Simone canta Luigi Tenco.
- 2018 – Per fortuna (Compilation) “Per fortuna” vincitrice “Festival di Viña del mar” 2015 miglior canzone internazionale.
- 2021 – Franco è il nome (Skizzo Edizioni Musicali)
- 2022 – Simone è il cognome  (Skizzo Edizioni Musicali)

### Singoli
- 1972 – Con gli occhi chiusi e i pugni stretti/Senza un'ombra d'amore (Ri-Fi, RFN NP 16501)
- 1973 – Questa cosa strana/Ancora lei (Ri-Fi, RFN NP 16534)
- 1973 – Mi esplodevi nella mente/Allegramente (Ri-Fi, RFN NP 16549)
- 1974 – Fiume grande/La bella spettinata (Ri-Fi, RFN NP 16565)
- 1974 – Il corvo (Il vulcano e la notte)/Mi darai da bere (Ri-Fi, RFN NP 16585) (copertina gialla)
- 1974 – La notte mi vuole bene/Darling Christina (Ri-Fi, RFN NP 16586) (copertina rosa)
- 1974 – Mi darai da bere/Il corvo (Il vulcano e la notte) (Ri-Fi, RFN NP 16600)
- 1974 – Meno mele/Mela tengo (Ri-Fi, RFN-NP-16591) scritte con ed interpretate da Lino Banfi
- 1976 – Miele e fuoco/Triangolo (Ri-Fi, RFN NP 16636)
- 1976 – Tu... e così sia/Che cosa vuoi? (Ri-Fi, RFN NP 16656)
- 1976 – Tentazione/Bella quando (Ri-Fi, RFN NP 16690)
- 1977 – Il vecchio del carrozzone/Mia più mia più mia (Ri-Fi, RFN NP 16713)
- 1977 – Il cielo in una stanza/Sarà (Ri-Fi, RFN NP 16718)
- 1977 – Respiro/Poeta forse (Ri-Fi, RFN NP 16738)
- 1978 – Paesaggio/La chiave (Ri-Fi, RFN NP 16768)
- 1978 – La casa in via del campo/La ferrovia (Ri-Fi, RFN NP 16781)
- 1978 – Cara droga/Words (Ri-Fi, RFN NP 16804)
- 1979 – A quest'ora/Voglio farti un regalo (Franco Simone & C. / WEA Italiana, FS5001)
- 1980 – Tu per me/Chiedimi tutto (Franco Simone & C. / WEA Italiana, FS5002) (vinile giallo)
- 1980 – Tu per me/Le strade (Franco Simone & C. / WEA Italiana, FS5002)
- 1981 – Il mondo/L'uva (Franco Simone & C. / WEA Italiana, FS5003)
- 1982 – Sogno della galleria/Io e Firenze (Franco Simone & C. / WEA Italiana, FS-5004)
- 1982 – Gente che conosco/Maquillage (Franco Simone & C. / WEA Italiana, FS-5005)
- 1983 – Notte di San Lorenzo/Magia (SGM, SGM-72002)
- 1985 – Ritratto/Via da Amsterdam (SGM, SGM 81002)
- 1985 – Gli uomini/Io vorrei... non vorrei... ma se vuoi (SGM, SGM 81004)
- 1989 – Per te, Armenia/Sono caduti (con artisti vari) (New Enigma Records, NEM 47002)

## Videografia
- Respiro feat. Michele Longobardi - regia di Valentino Spadoni
- Riflesso (Reflejo ) feat. Michele Cortese - regia di Fabio Perrone
- Distacco (Separaciòn ) feat. Makay - regia di Marco Gallo
- Stabat Mater feat. Michele Cortese e Gianluca Paganelli - regia di Federico Mudoni
- Tecum feat. Michele Cortese e Gianluca Paganelli - regia di Federico Mudoni
- Per fortuna feat. Michele Cortese regia di Federico Mudoni
- Por suerte (Per fortuna ) - feat. Michele Cortese - regia di Federico Mudoni
- Virgo Virginum feat. Gianluca Paganelli
- Corriendo (Correndo ) feat. Michele Cortese
- Correndo feat. Michele Cortese
- Madrugada () feat. Michele Cortese e Rita Cammarano - regia di Giuseppe Pezzulla
- Carissimo Luigi regia di Giuseppe Pezzulla
- Viento De amor (Vento d’amore ) feat. Astrid Veas - regia di Maza, Francisca Fernández, Marcelo Reyes
- Benedicta feat. Rita Cammarano - regia di Giuseppe Pezzulla
- Angeli in prestito feat. Rita Cammarano - regia di Federico Mudoni
- Origini feat. Giada Indino
- Acqua e luce feat. Gianluca Paganelli - regia di Federico Novelli
- Sole e uragano feat. Alejandra Ramirez - regia di Cristián Mansilla
- Pro Peccatis feat. Gianluca Paganelli
- Azzurri gli Oceani - regia Daniele Fusco

## Riconoscimenti
- 1972 "Festival di Castrocaro" – 1º premio con la canzone Con gli occhi chiusi (e i pugni stretti)
- 1976 "Telegatto" di Tv Sorrisi e Canzoni come artista rivelazione dell'anno
- 1977 "Premio del paroliere" – Premio della critica per "contenuto poetico dei suoi testi"
- 1977 "Gondola d'oro" – Venezia – per Tu... e così sia
- 1978 "Gondola d'oro" – Venezia – per Il cielo in una stanza
- 1979 2 dischi d'oro per Paisaje (Paesaggio) e per Rio grande (Fiume grande) – Argentina
- 1982 "Premio Rino Gaetano" – Crotone – "Rivelazione dell'anno"
- 2001 "Gran premio europeo Web Award Music" – Bruxelles – per l'albumEliopolis – La città del sol inciso in collaborazione con Nikos Papakostas
- 2003 23 febbraio – "Premio alla carriera" – Viña del mar – Cile – alla presenza di 130 giornalisti
- 2003 5 settembre – Laurea honoris causa in Economia e tecnica della comunicazione (Istituto superiore di finanza e di organizzazione aziendale ISFOA) – "Per aver esportato anche all'estero con le sue canzoni, l'immagine migliore dell'italianità"
- 2003 13 settembre – "Leone d'oro" alla carriera – Palazzo del cinema di Venezia
- 2004 27 aprile – Premio Corfian Academy Awards – Teatro Acropol della scena lirica – Atene
- 2008 Titolo di "Ambasciatore nel mondo del Salento" "Per l'alto contenuto poetico dei testi delle sue canzoni"
- 2008 30 maggio – "Doppio disco di platino" in Cile per il cd Grandes exitos en castellano
- 2011 14 dicembre – "Premio Roma Videoclip il cinema incontra la musica" e "Latina film commission Award" per la carriera e la canzone Accanto – Roma
- 2012 19 febbraio – "Gold Elephant World" per la carriera – Catania
- 2012 12 luglio – "Premio Emozioni" per la carriera – Presicce – Lecce
- 2012 7 novembre – "Premios Carlos Gardel" per Paisaje di Franco Simone, miglior canzone dell'anno nella versione rock di Vicentico[25]
- 2012 5 dicembre – "Premio Roma Videoclip International Career Award" – Roma
- 2013 31 gennaio – "Premio nazionale Donato Carbone" – Oria (Brindisi)
- 2013 2 dicembre – "Premio Roma Videoclip 2013" per Stabat Mater di Franco Simone con Michele Cortese e Gianluca Paganelli, regia di Federico Mudoni – Roma
- 2014 22 giugno – "Premio Salento Cinema Music Video Awards alla carriera" "per aver contribuito all'esportazione della Musica Italiana e per aver rivalutato l'uso della lingua latina" – "Salento International Film Festival" Tricase (Lecce)
- 2015 27 febbraio – Premio "Miglior canzone internazionale" a Per fortuna di Franco Simone interpretata da Michele Cortese[26] al Festival di Viña del Mar in Cile[27]